# Movimento dei Socialdemocratici - EDEK
Il Movimento dei Socialdemocratici - EDEK (in greco: Κίνημα Σοσιαλδημοκρατών ΕΔΕΚ, trasl. Kinima Sosialdimokraton EDEK) è un partito politico cipriota di orientamento socialdemocratico fondato nel 1970 da Vasos Lyssaridis.
EDEK è acronimo di Eniaia Dimokratiki Enosi Kentrou (Unione Democratica Unita di Centro).
Aderisce al Partito Socialista Europeo e all'Internazionale socialista.

## Storia
Alle elezioni del 1970 il partito ottenne il 13,5% dei voti ed elesse 2 seggi su 35. Il partito sostenne la Presidenza di Makarios III. Nel 1974 l'Edek fu colpito dalla morte di Doros Loizou, leader del movimento giovanile, ucciso durante un attentato contro Lyssaridis.
Alle elezioni politiche del 1976, l'Edek formò una lista unitaria insieme al Partito Progressista dei Lavoratori (comunisti, Akel) ed il Partito Democratico (centristi, DIKO). La lista unitaria ottenne il 74% dei voti ed elesse ben 34 deputati su 35. Nel 1979 l'Edek vide la fuoriuscita di buona parte del movimento giovanile del partito che fece proprie le tesi troskiste e diede vita all'Aristeri Pteryga. Alle politiche del 1981, il partito risentì della fuoriuscita della componente giovanile e più di sinistra e scese all'8,2% dei voti, eleggendo 3 seggi. Le politiche del 1985 videro un incremento dei voti all'11,1% e l'elezioni di ben 6 deputati su 56. Nel 1991 l'Edek subì un leggero calo (10,9%), ma incrementò i seggi a 7. Alle politiche del 1996, 2001 e 2003 i socialdemocratici hanno conseguito rispettivamente l'8,1, il 6,5 e l'8,9%.

## Risultati elettorali
| Elezione          | Voti   | %     | Seggi  |
| ----------------- | ------ | ----- | ------ |
| Parlamentari 2001 | 26.767 |       | 4 / 59 |
| Europee 2004      | 30.075 |       | 0 / 6  |
| Parlamentari 2006 | 37.533 |       | 5 / 56 |
| Europee 2009      | 30.169 |       | 1 / 6  |
| Parlamentari 2011 | 36.113 |       | 5 / 56 |
| Europee 2014      | 19.894 |       | 1 / 6  |
| Parlamentari 2016 | 21.732 |       | 3 / 56 |
| Europee 2019      | 29.715 | 10,58 | 1 / 6  |
| Parlamentari 2021 | 24.022 | 6,72  | 4 / 56 |
| 1. 2.             |        |       |        |